# ALSOK常駐警備
ALSOK常駐警備株式会社（アルソックじょうちゅうけいび）は、常駐警備業務を営む日本の警備会社。ALSOKが100%出資している同社の連盟会社。東京地区での常駐警備を専門としておりフジテレビ本社、フジテレビ湾岸スタジオなどの放送局や東京ドームの外野、明治安田生命などがある。

## 概要
- 2003年4月 綜合警備保障の常駐警備部門を独立分社化し、綜警常駐警備株式会社設立
- 2003年7月 コーポレートブランドをALSOKへ変更
- 2003年9月 ISO9001認証取得
- 2004年3月 本社を東京都千代田区内幸町に移転
- 2005年10月 大阪支社を分社化しALSOK近畿を設立
- 2008年7月 本社を東京都墨田区錦糸に移転
- 2015年7月13日 綜警常駐警備株式会社からALSOK常駐警備株式会社に商号変更

## 取引先
- フジテレビジョン
- 明治安田生命

## 撮影協力
- フジテレビの『CHANGE』におけるSP指導。